# E-25
E-25 – rosyjski ćwiczebny cel powietrzny opracowany przez firmę Eniks.

## Historia
Prace projektowe nad nową konstrukcją zostały rozpoczęte w połowie 2000 r. Początkowo dron miał służyć do szkolenia wojsk przeciwlotniczych, rozważano również wykorzystanie go jako maszyny rozpoznawczo-obserwacyjnej. Pierwsze próby w locie przeprowadzono w 2008 r., po ich pomyślnym ukończeniu podjęto produkcję seryjną. 
Obsługa potrzebuje 10 minut na przygotowanie drona do startu. Przystosowany jest do startu z katapulty, lądowanie odbywa się z wykorzystaniem spadochronu. W trakcie lotu imituje samoloty F-16 Fighting Falcon i Hawker Siddeley Harrier oraz służy do szkolenia żołnierzy obsługujących przenośne przeciwlotnicze zestawy rakietowe, tj. 9K38 Igła.